# Фроловка (Мценский район)
Фроло́вка — деревня в Мценском районе Орловской области России. Административный центр Карандаковского сельского поселения.

## География
Деревня находится в северной части Орловской области, в лесостепной зоне, в пределах центральной части Среднерусской возвышенности, при автодороге 54К-1, к востоку от реки Ока, на расстоянии примерно 9 км (по прямой) к северо-западу от Мценска, административного центра района. Абсолютная высота — 229 м над уровнем моря.
Климат
Климат характеризуется как умеренно континентальный с умеренно морозной зимой и теплым, иногда жарким летом. Средняя многолетняя температура самого холодного месяца — января, составляет −9,4 °С, температура самого теплого +19 °С.
Часовой пояс
Деревня Фроловка, как и вся Орловская область, находится в часовой зоне МСК (московское время). Смещение применяемого времени относительно UTC составляет +3:00.

## Население
| 2002 | 2010 |
| ---- | ---- |
| 179  | ↘149 |

Половой состав
По данным Всероссийской переписи населения 2010 года, в гендерной структуре населения мужчины составляли 46,3 %, женщины — соответственно 53,7 %.
Национальный состав
Согласно результатам переписи 2002 года, в национальной структуре населения русские составляли 92 % из 179 чел.

## Улицы
| - ул. Лесная, - ул. Мира, | - ул. Придорожная, - ул. Центральная. |

## Инфраструктура
В деревне действует фельдшерско-акушерский пункт.

## Достопримечательности
Рядом с деревней находится Источник священномученика Кукши.